# Helga Bender
Helga Bender, auch Helga König (* 1942 in Kamenz, Sachsen; † Juni 2018 in Mainz-Drais) war eine deutsche Schauspielerin.

## Biografie
Die gebürtige Helga Hansen war zunächst Kindergärtnerin und kam 1966 aus der DDR in die Bundesrepublik. Sie ließ sich an der Kunstschule Mainz zur Graphikerin ausbilden und absolvierte die Schauspielschule Wiesbaden. 1969 erhielt sie unter dem Namen Helga Bender ein festes Engagement am Stadttheater Mainz.
Als Helga König wirkte sie ab 1972 in mehreren Lederhosenfilmen des Regisseurs Franz Marischka mit. Marischka selbst gab ihr diesen Namen, um ihre Theaterkarriere nicht zu gefährden. Wurde sie dennoch erkannt, beharrte sie auf der Existenz einer Doppelgängerin. Später war sie als Helga Bender in Film- und Fernsehrollen zu sehen. Sie blieb aber vornehmlich Theaterschauspielerin in Mainz, wo sie unter anderem als Minna in Gotthold Ephraim Lessings Minna von Barnhelm und als Terese in Fremdes Haus von Dea Loher zu sehen war. Ihre wichtigste Rolle in einem Film war zweifellos die der Martina in Edgar Reitz’ Heimat.
Helga Bender gab am Staatstheater Mainz zwar im Jahr 2004 ihre Abschiedsvorstellung, war danach noch in ihrem Beruf aktiv, besonders mit Dichterlesungen. Zuletzt war sie am Staatstheater Wiesbaden im Musiktheater in der Neuproduktion von Carmen als Mutter zu sehen und spielte die Hauptrolle in dem Kurzfilm Erwachen von Martin Urschel.
Sie war mit dem Historiker, Autor und Lokalpolitiker Anton Maria Keim verheiratet und lebte zuletzt mit ihm im Caritas Altenzentrum in Mainz-Drais.

## Filmografie
als Helga König:
- 1973: Die Stoßburg – Wenn nachts die Keuschheitsgürtel klappern
- 1973: Liebesgrüße aus der Lederhose
- 1973: Laß jucken, Kumpel 2. Teil – Das Bullenkloster
- 1973: Liebesjagd durch 7 Betten
- 1974: Laß jucken, Kumpel 3. Teil – Maloche, Bier und Bett
- 1974: Liebesgrüße aus der Lederhose 2. Teil: Zwei Kumpel auf der Alm
- 1977: Liebesgrüße aus der Lederhose 3 – Sexexpress aus Oberbayern

als Helga Bender:
- 1975: Champagner aus dem Knobelbecher
- 1976: Ich will doch nur, daß ihr mich liebt (TV)
- 1980: Nirgendwo ist Poenichen (TV)
- 1984: Heimat – Eine deutsche Chronik (TV)
- 1984: Ein Fall für Zwei: Elf Jahre danach
- 2007: Erwachen (Kurzfilm)